# John Aldridge
John Aldridge (Liverpool, Anglaterra, 18 de setembre de 1958), exfutbolista anglo-irlandès. Va jugar de davanter centre.

## Trajectòria

### Començaments
Va néixer a Liverpool (Anglaterra) el 18 de setembre de 1958. És descendent d'irlandesos el que li va donar la possibilitat de ser seleccionat per la selecció de futbol d'Irlanda en la seva carrera esportiva. Els seus primers passos com futbolista els va donar a Merseyside jugant en el South Liverpool F.C., arribant més tard al futbol professional en el Newport County A.F.C., equip en el qual va jugar 213 partits (des de 1979 a 1984) marcant 90 gols, assolint a més algun ascens i un títol de Copa de Gal·les que li va permetre jugar la Recopa d'Europa.
El 1984 va fitxar per l'Oxford United FC, llavors en la tercera divisió anglesa. Amb aquest equip va ascendir fins a la primera divisió i va assolir una Copa de la Lliga anglesa. En l'Oxford va jugar 141 partits i va marcar 90 gols. Va aconseguir establir el record de gols en una temporada en l'Oxford, vigent encara el 2006, en marcar 30 gols la temporada 1984-1985.

### Liverpool FC
L'any 1987 Aldridge fitxa pel Liverpool, amb la difícil tasca de substituir a Ian Rush després de la seva marxa a la Juventus FC. Aldridge va marcar en els 9 primers partits de lliga, acabant la temporada amb 26 gols, col·laborant en la consecució del títol de Lliga anglesa per part del Liverpool. Eixa mateixa temporada, no obstant això, Aldridge va fallar un penal en la final de la Copa d'Anglaterra. Dave Beasant, porter del Wimbledon F.C. va detener el llançament, acabant el partit finalment amb 1-0 per al Wimbledon. Va ser el primer penalty que va fallar en el Liverpool.
La segona temporada en el Liverpool, Rush retorna després de no adaptar-se, i comparteix davantera amb Aldridge. El de Liverpool es va redimir de la fallada del penalty, en marcar els dos gols de la victòria 2-1 enfront del Wimbledon en la Charity Shield.
Aldridge va quedar molt afectat després de la Tragèdia de Hillsborough, assistint a tots els funerals que va poder i fins i tot defensant públicament la retirada del seu equip, encara que finalment va marcar dos gols en la represa del tràgic encontre. En total, en el Liverpool va jugar 104 partits i va marcar 63 gols.

### Reial Societat
La següent campanya, Aldridge fitxa per la Reial Societat per 1 milió de lliures, sent el primer jugador estranger de la Reial Societat després de prop de 25 anys en les quals va jugar solament amb jugadors bascos. L'estada d'Aldridge a Sant Sebastià va ser un èxit, jugant 75 partits (63 de Lliga) i marcant 40 gols (33 en Lliga).

### Tranmere Rovers i retirada
Malgrat el reeixit pas per Sant Sebastià, va tornar a Anglaterra el 1991 perquè la seva família no es va adaptar a la vida al País Basc. La següent etapa va ser en el Tranmere Rovers FC a Merseyside, assolint en el seu primer any el rècord de gols en una temporada amb 40 dianes, que el 2006 seguia vigent.
Va ser una llarga i reeixida estada en el Tranmere Rovers F.C., jugant 287 partits (174 gols) des de la seva arribada el 1991 fins a la seva retirada el 1998. Des de l'any 1996 va exercir de jugador-entrenador en aquest club, mantenint-se com a entrenador després de penjar les botes fins a la temporada 2001, després de dimitir amb el Tranmere Rovers en una situació molt dolenta que finalment el va dur al descens.
Després de la seva retirada, ha exercit de comentarista en diversos mitjans.

## Selecció
Ha estat internacional amb la selecció de futbol d'Irlanda en 69 ocasions, marcant 19 gols. Va debutar el 26 de març de 1986 contra Gal·les, encara que curiosament va trigar més de 20 partits a marcar el seu primer gol com internacional. Amb la seva selecció ha participat en l'Eurocopa 1988 i en els mundials de 1990 i 1994.
En la Copa Mundial de Futbol de 1994, en un partit contra Mèxic amb Irlanda perdent per 2-0, Aldridge anava a entrar al camp, però el canvi es va demorar i el seleccionador Jack Charlton i el mateix Aldridge van increpar al linier, sent clarament captats per la televisió, el que els duria a ser sancionats posteriorment. A l'entrar al camp Aldridge va marcar un gol, encara que finalment Irlanda va caure per 2-1.

## Títols
- Copa de Gal·les: 1980
- Copa de la Lliga anglesa: 1986
- Lliga d'Anglaterra: 1988
- Charity Shield: 1989 i 1990
- Copa d'Anglaterra: 1989